# B in the Mix: The Remixes Vol. 2
B in the Mix: The Remixes Vol. 2 es el segundo álbum de remixes de la cantante estadounidense Britney Spears, cuyas primeras publicaciones fueron realizadas por el sello RCA Records entre fines de septiembre y principios de octubre de 2011. Ello, después de casi seis años desde la publicación de su primer álbum de remixes, B in the Mix: The Remixes, y sólo siete meses después de la publicación de su séptimo álbum de estudio, Femme Fatale.
El álbum debutó con ventas de 9 mil copias en el puesto No. 47 de la lista de éxitos Billboard 200, la más importante de Estados Unidos, convirtiéndose en el álbum de remezclas mejor posicionado de la cantante. Hasta principios de 2019, vendió 30 mil copias en el país.

## Antecedentes
En noviembre de 2005, Spears publicó su primer álbum de remixes, B in the Mix: The Remixes. Durante los seis años siguientes publicó tres álbumes de estudio: Blackout (2007), Circus (2008) y Femme Fatale (2011). Los rumores sobre B in the Mix: The Remixes Vol. 2 comenzaron en agosto de 2011, luego de que la tienda en línea Fragantica.com reportara que el nuevo perfume de la cantante, Cosmic Radiance, podría ser acompañado por la publicación de un nuevo álbum de remixes. El viernes 2 de septiembre de 2011, Sony Japón publicó la carátula del álbum y su título, y sostuvo que podría contener remixes de canciones inéditas. La carátula muestra a Spears detrás de la imagen de una mariposa, vestida con un traje de seda y sonrriendo con parte de su rostro cubierto por su cabello. Posteriormente, el viernes 9 de septiembre de 2011, Spears publicó la carátula oficial y dio a conocer el listado de canciones del álbum en su cuenta de Tumblr. Este último está conformado por tres remixes de sencillos de los tres últimos álbumes de estudio de la cantante, así como también por un remix del único sencillo original de su segundo álbum recopilatorio, The Singles Collection (2009).

## Productores
La edición estándar de B in the Mix: The Remixes Vol. 2 reúne a doce productores y disc jockey: Kaskade, Tiësto, Benny Benassi, U-Tern, Alex Suarez, Gareth Emery, Alexander Lasarenko y Matt Pendergast, miembros de Tonal, Philip Larsen y Chris Smith, miembros de Manhattan Clique, y Linus Loves y su colega John Clark. Así también figuran los suecos Max Martin y Shellback, productores y remezcladores de «Criminal», la única canción del álbum que prácticamente conservó su estructura original, de balada, y que se mantuvo distante de la música electrónica de baile.
Respecto a su rol como remezclador de «Gimme More», el DJ estadounidense Kaskade sostuvo:

Es bueno que los grandes artistas pop hagan que su música sea remezclada por gente que se desenvuelve en el mundo underground, como yo. Brilla una nueva luz sobre la escena de la música electrónica bailable y hasta dónde puede llegar. Doy mi apoyo a Britney por arriesgarse y dejar que la música bailable sea escuchada por las masas. [...] Quería asegurarme de que [mi remezcla de «Gimme More»] fuera algo que finalmente encajara en mi set en vivo. Esa es la verdadera prueba para mí. Tomar una vocal pop enorme y trabajarla con mi propia música, lo que puede ser un poco difícil, pero creo que el reto es divertido y realmente me gusta lo que hace Brit, además, esta canción es impresionante, por ello estoy muy emocionado.
Kaskade

De igual forma, Alex Suarez, miembro de la agrupación Cobra Starship y remezclador de «Till the World Ends», aseguró respecto a Spears:

Ha sido un icono del pop durante tanto tiempo. Aprecio mucho el aporte que hace a la música. Ella canta muy bien. Aprecio sus talentos. Sin duda, respeto lo que hace y el por qué de su éxito. [...] Me impresiona cómo la gente se le adhiere. Cuando me dieron la oportunidad [de remezclar para ella], yo estaba como: «Wow». Britney Spears es enorme. A nivel mundial es un nombre enorme. [...] Pensé que la versión original [de «Till the World Ends»] era muy buena para empezar. Quería hacer esto tan especial como pudiera. Traté de ser fiel a la estructura de la canción. A veces se obtiene remezclas en la que se termina mezclando todo, lo que es genial. [No obstante] Lo que pasa con una remezcla de Britney Spears es que a la gente le gusta cantarla.
Alex Suarez

A su vez, el cotizado DJ neerlandés Tiësto, remezclador de «Piece of Me», aseguró:

Han pasado cuatro o cinco años [desde que remezclé la canción]. Esa remezcla es bastante vieja, pero es divertido que la hayan puesto en el álbum porque es eterna. Siempre he estado orgulloso de ella, porque las opiniones sobre Britney son diferentes, pero lo que hice con la remezcla es muy especial. La melodía, el ambiente, es totalmente diferente a la original. Para mí siempre ha sido una remezcla especial. Me alegro de que haya sido agregada al álbum.
Tiësto

## Recepción crítica
El editor Stephen Thomas Erlewine, del sitio web Allmusic, sostuvo:

Algo que une a Blackout, Circus y Femme Fatale es que son muy manejados por los productores, la voz de Britney casi parece una idea tardía, lo que los hace ideales para ajustarlos después de su publicación. Un puñado de DJs y remezcladores, sobre todo europeos, han sido contratados y han terminado siendo salvajes, dejando a las versiones originales sólo como meras sugerencias, algo que es totalmente apropiado en este caso. A veces, las variaciones son bastante alejadas de las originales -el giro de onda disco con lentejuelas de U-Tern en «If U Seek Amy» es un progreso notable- y si bien nada puede salvar a una canción mala (ver «Criminal»), esta colección tiene tanta imaginación y energía como Circus o Femme Fatale.
Stephen Thomas Erlewine

## Listado de canciones
- Edición estándar

| B in the Mix: The Remixes Vol. 2 |                                                |                                       |          |  |
| N.º                              | Título                                         | Remezclador(es)                       | Duración |  |
| 1.                               | «Criminal» (Radio Mix)                         | Max Martin & Shellback                | 03:45    |  |
| 2.                               | «Gimme More» (Kaskade Club Mix)                | Kaskade                               | 06:08    |  |
| 3.                               | «Piece of Me» (Tiësto Club Mix)                | Tiësto                                | 07:53    |  |
| 4.                               | «Radar» (Tonal Club Remix)                     | Alexander Lasarenko & Matt Pendergast | 04:55    |  |
| 5.                               | «Womanizer» (Benny Benassi Extended)           | Benny Benassi                         | 06:16    |  |
| 6.                               | «Circus» (Linus Loves Remix)                   | John Clark & Linus Loves              | 04:39    |  |
| 7.                               | «If U Seek Amy» (U-Tern Remix)                 | U-Tern                                | 06:11    |  |
| 8.                               | «3» (Manhattan Clique Club Remix)              | Philip Larsen & Chris Smith           | 05:40    |  |
| 9.                               | «Till the World Ends» (Alex Suarez Club Remix) | Alex Suarez                           | 05:19    |  |
| 10.                              | «I Wanna Go» (Gareth Emery Remix)              | Gareth Emery                          | 05:25    |  |
| 56:11                            |                                                |                                       |          |  |

| B in the Mix: The Remixes Vol. 2 |                                                   |          |  |
| N.º                              | Título                                            | Duración |  |
| 1.                               | «Gimme More» (Kaskade Club Mix)                   | 06:08    |  |
| 2.                               | «Piece of Me» (Tiësto Club Mix)                   | 07:53    |  |
| 3.                               | «Radar» (Tonal Club Remix)                        | 04:55    |  |
| 4.                               | «Womanizer» (Benny Benassi Extended)              | 06:16    |  |
| 5.                               | «Circus» (Linus Loves Remix)                      | 04:39    |  |
| 6.                               | «If U Seek Amy» (U-Tern Remix)                    | 06:11    |  |
| 7.                               | «3» (Manhattan Clique Club Remix)                 | 05:40    |  |
| 8.                               | «Till the World Ends» (Alex Suarez Club Remix)    | 05:19    |  |
| 9.                               | «I Wanna Go» (Gareth Emery Remix)                 | 05:25    |  |
| 10.                              | «Criminal» (Varsity Team Extended Remix)          | 06:36    |  |
| 11.                              | «Break The Ice» (Tonal Remix)                     | 04:59    |  |
| 12.                              | «Hold It Against Me» (Funk Generation Club Remix) | 06:36    |  |
| 13.                              | «My Prerogative» (X-Press 2 Radio Edit)           | 04:17    |  |
| 14.                              | «Criminal» (Tom Piper & Riddler Radio Edit)       | 03:40    |  |
| 71:20                            |                                                   |          |  |

## Listas
| América del Norte |                         |    |
| Canadá            | Billboard 200           | 53 |
| Estados Unidos    | Billboard 200           | 47 |
| Estados Unidos    | Digital Albums          | 23 |
| Estados Unidos    | Dance/Electronic Albums | 4  |
| Europa            |                         |    |
| Bélgica (Valonia) | Top 100 Albums          | 69 |
| España            | Top 100 Albums          | 39 |
| Francia           | Top 200 Albums          | 57 |
| Italia            | Top 100 Albums          | 29 |
| Reino Unido       | Top 40 Dance Albums     | 9  |
| República Checa   | Top 50 Albums           | 47 |
| América Latina    |                         |    |
| Argentina         | Top 20                  | 5  |
| México            | Top 100 Albums          | 27 |